# Cephalanthus salicifolius
Cephalanthus salicifolius ist eine Pflanzenart aus der Pflanzengattung Cephalanthus innerhalb der Familie der Rötegewächse (Rubiaceae). Sie ist von den südlichen USA über Mexiko bis Zentralamerika verbreitet und wird dort englisch Mexican buttonbush, spanisch mimbre, botoncillo, Jazmin blanco genannt.

## Beschreibung

### Vegetative Merkmale
Cephalanthus salicifolius ist ein laubabwerfender Strauch oder kleiner Baum, der Wuchshöhen von 2,5 bis 5,5 Metern und Durchmesser von 1,2 bis 3 Metern erreicht. In der Regel wächst er 10–20 cm pro Jahr.
Die gegenständig angeordneten Laubblätter sind in Blattstiel und Blattspreite gegliedert. Die einfache Blattspreite ist bei einer Länge von etwa 12 Zentimetern sowie einer Breite von etwa 23 Millimetern länglich. Die Blätter sind mittelgroß, lanzettlich und glänzend. Im Herbst werden sie leuchtend orange-gelb.

### Generative Merkmale
Die Blütezeit reicht von März bis Juli. Die weißen Blüten stehen in kugelförmigen Blütenständen zusammen. Die Sammelfrucht enthält braune Nüsschen.

## Vorkommen
Das natürliche Verbreitungsgebiet von Cephalanthus salicifolius reicht von den Ufern des südlichsten Teils des Rio Grande Valley in den Countys Cameron und Hidalgo in Texas durch den größten Teil Mexikos von Coahuila bis Oaxaca; in Honduras gibt es ein weiteres disjunktes Areal.
Cephalanthus salicifolius wächst auf feuchten Böden der Auenzone, in Brüchen und an den Ufern stehender Gewässer.

## Taxonomie
Die Erstbeschreibung Cephalanthus salicifolius erfolgte 1809 durch Friedrich Wilhelm Heinrich Alexander von Humboldt und Aimé Jacques Alexandre Bonpland in Plantae Aequinoctiales, 2. Synonyme für Cephalanthus salicifolius Humb. & Bonpl. sind: Cephalanthus occidentalis var. salicifolius (Humb. & Bonpl.) A.Gray, Cephalanthus occidentalis subsp. salicifolius (Humb. & Bonpl.) Borhidi & Diego, Cephalanthus peroblongus Wernham.